# (3670) Northcott
Pour les articles homonymes, voir Northcott.
(3670) Northcott est un astéroïde de la ceinture principale.

## Description
(3670) Northcott est un astéroïde de la ceinture principale. Il fut découvert le 22 janvier 1983 à la station Anderson Mesa par Edward L. G. Bowell. Il présente une orbite caractérisée par un demi-grand axe de 2,74 UA, une excentricité de 0,02 et une inclinaison de 6,4° par rapport à l'écliptique.

## Compléments